# Hermaeidae
Hermaeidae är en familj av snäckor. Hermaeidae ingår i ordningen säcktungor, klassen snäckor, fylumet blötdjur och riket djur.
Familjen innehåller bara släktet Hermaea.

## Bildgalleri

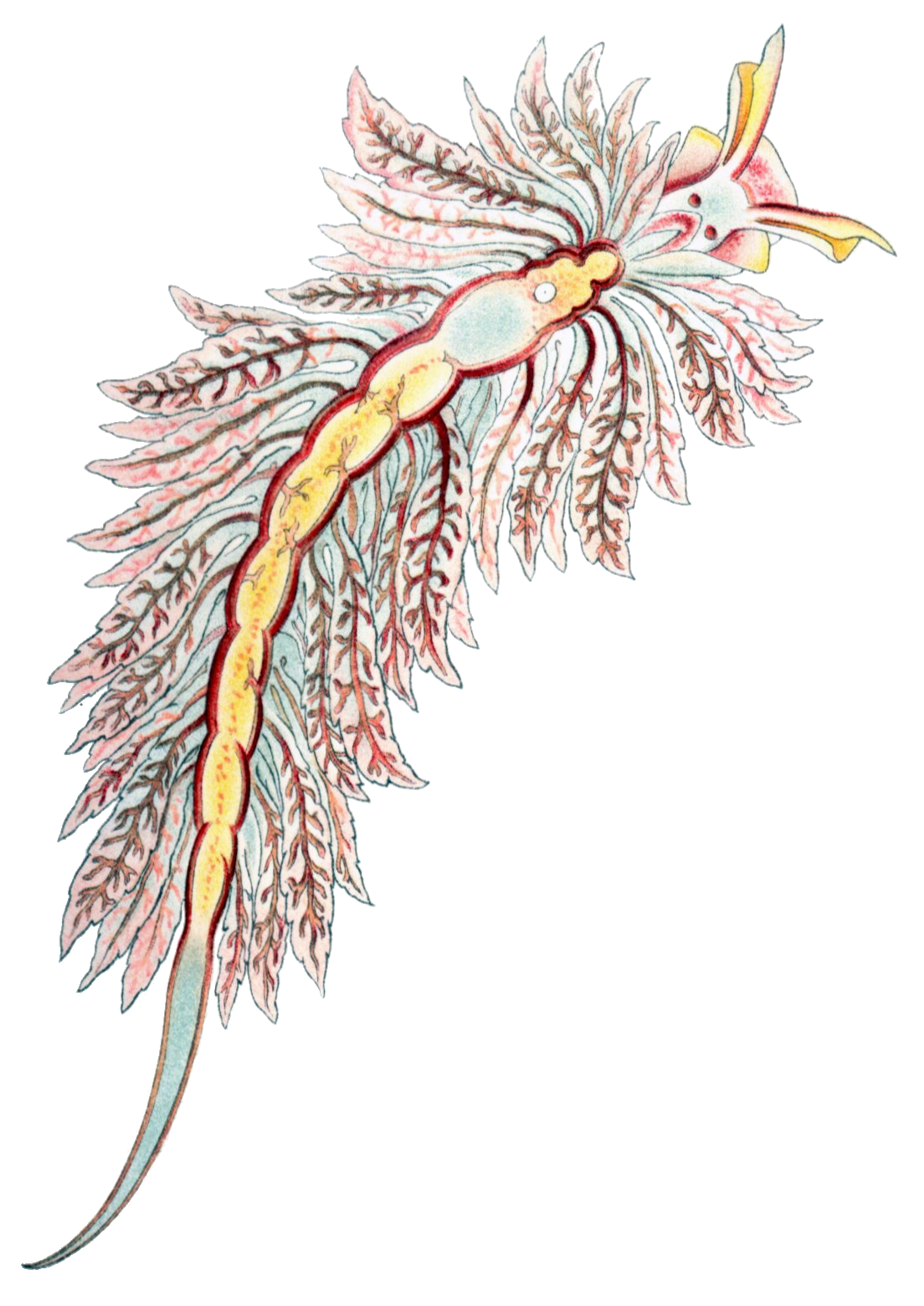